# W ciemności
W ciemności é um filme de drama polonês de 2011 dirigido e escrito por Agnieszka Holland. Foi indicado ao Oscar de melhor filme estrangeiro na edição de 2012, representando a Polônia.

## Elenco
- Robert Więckiewicz - Leopold Socha
- Benno Fürmann - Mundek Margulies
- Agnieszka Grochowska - Klara Keller
- Maria Schrader - Paulina Chiger
- Herbert Knaup - Ignacy Chiger
- Kinga Preis - Wanda Socha
- Krzysztof Skonieczny - Szczepek Wróblewski
- Julia Kijowska - Chaja
- Marcin Bosak - Janek Weiss
- Jerzy Walczak - Jakob Berestycki
- Michał Żurawski - Bortnik
- Piotr Głowacki - Jacek Frenkiel
- Zofia Pieczyńska - Stefcia Socha
- Etel Szyc - Szona Grossman
- Andrzej Mastalerz - Sawicki
- Ida Łozińska - Rachela Grossman
- Laura Lo Zito - Irena
- Alexander Levit - Kovalev
- Frank Köbe - Gustav Wilhaus